# Lafayette Andrada
Lafayette Luiz Doorgal de Andrada (Belo Horizonte, 17 de outubro de 1966) é advogado, professor, servidor público e um político brasileiro do estado de Minas Gerais. É deputado federal eleito em 2018 e atualmente é vice-líder do Republicanos.                   e 2º vice-presidente da CCJC na Câmara dos Deputados.
Lafayette Andrada é advogado, professor de Direito, de Ciência Política e técnico do Ibama. Formou-se em Direto pela Universidade Federal de Juiz de Fora (UFJF) e é doutorando em Direito pela Universidad Nacional de Lomas de Zamora (Argentina). Também estudou Agronomia na Universidade Federal de Lavras (UFLA). É membro do Instituto Mineiro de Direito Constitucional e do Instituto Histórico e Geográfico de Minas Gerais.
É filho do deputado Bonifácio José Tamm de Andrada, neto do falecido ex-deputado José Bonifácio Lafayette de Andrada, e sobrinho do falecido ex-deputado estadual José Bonifácio Tamm de Andrada. Descende do jurista e estadista mineiro conselheiro Lafayette Rodrigues Pereira. Descende também do estadista e Patriarca da Independência José Bonifácio de Andrada e Silva, e também do Inconfidente Mineiro José Aires Gomes. É filiado ao Partido Republicano Brasileiro.

## Carreira Política

### Como Deputado Estadual
Lafayette de Andrada é deputado federal eleito em 2018 e atualmente 2º vice-presidente da Comissão de Constituição, Justiça e de Cidadania (CCJC) da Câmara dos Deputados. Atualmente faz parte do Grupo de Trabalho que analisa o Projeto Anticrime.
Foi deputado estadual por Minas Gerais por três mandatos (Deputado Estadual , MG, Partido: PSDB, Período: 2007 a 2011; Deputado Estadual , MG, Partido: PSDB, Período: 2011 a 2015; Deputado Estadual , MG, Partido: PRB, Período: 2015 a 2019), foi vice-presidente da Assembleia Legislativa de Minas Gerais, durante a sua 3.ª legislatura consecutiva como deputado estadual.
Lafayette também foi secretário de Estado de Defesa Social (2011-2012),  superintendente de Assuntos Municipais do Governo de Minas (2005-2006) e secretário Municipal de Desenvolvimento Econômico de Barbacena (1997-1998).
Foi vereador em Lavras (1993-1996) e vereador em Juiz de Fora (2001-2004), onde foi líder da oposição.
Como deputado estadual, foi líder do Bloco Parlamentar "Transparência e Resultado" (PSDB, DEM, PEN, PPS, PR, PSD, PT do B, SDD)  nos anos de 2013 e 2014 e  2º vice-presidente da Assembleia no biênio 2015-2016.
Lafayette Andrada também foi o relator da Lei da Ficha Limpa em Minas Gerais.

### Como secretário de Estado de Defesa Social
Entre 2011 e 2012, Lafayette exerceu o cargo de secretário de Estado de Defesa Social durante o governo de Antonio Anastasia e, à frente da pasta, trabalhou na humanização do sistema prisional mineiro, na integração das polícias Militar, Civil e do Corpo de Bombeiros, na prevenção à criminalidade nas áreas de grande vulnerabilidade social e no enfrentamento às drogas.

### Como Deputado Federal
Inseriu no "Pacote Anticrime" a alteração ao artigo 316 do Código de Processo Penal, que passou a ter a seguinte redação:
"Art. 316. O juiz poderá, de ofício ou a pedido das partes, revogar a prisão preventiva se, no correr da investigação ou do processo, verificar a falta de motivo para que ela subsista, bem como novamente decretá-la, se sobrevierem razões que a justifiquem." 
Parágrafo único. Decretada a prisão preventiva, deverá o órgão emissor da decisão revisar a necessidade de sua manutenção a cada 90 (noventa) dias, mediante decisão fundamentada, de ofício, sob pena de tornar a prisão ilegal." 
Este texto legal obriga aos juízes a revisar a necessidade da manutenção da prisão a cada 90 dias em decisão fundamentada, independente de requerimento das partes, pena desta tornar-se ilegal.  
Este dispositivo foi usado indevidamente, segundo a maioria de 9 dos 11 membros do STF  - como base para que em 10 de outubro de 2020, o Ministro do Supremo Tribunal Federal, Marco Aurélio Mello, determinasse indevidamente a liberdade do traficante e membro do Primeiro Comando da Capital (PCC), André Oliveira Macedo (popularmente conhecido como André do Rap). A decisão foi rapidamente revogada pelo Presidente do Supremo Tribunal Federal, Luiz Fux, entretanto, o traficante dirigiu-se para Maringá - PR em um avião particular e possivelmente fugiu do país.
Votou a favor da Reforma da Previdência, da autonomia do Banco Central e da privatização dos Correios. Votou a favor da PEC dos Precatórios e da PEC do Voto Impresso.
Votou a favor do aumento do fundo eleitoral para R$ 5,7 bilhões e a favor da institucionalização do orçamento secreto. 
Votou pela suspensão do mandato de Wilson Santiago (PTB), acusado de corrupção.
Em outubro de 2022 obteve sua reeleição como deputado federal, com 68.677 votos.

## Publicações
Na Assembleia Legislativa participou da concepção e foi coordenador do Programa Editorial "Minas de História e Cultura".  À frente do programa, coordenou a reedição dos livros:
- História da Revolução Liberal de 1842[15]
- Autos de Devassa da Inconfidência Mineira[16]
- Princípios de Direito Internacional[17]
- A Política em Minas

Também coordenou a produção da biografia do conselheiro Lafayette Rodrigues Pereira, Lafayette – Um jurista do Brasil.

## Polêmicas

### Eleições 2006
Nas eleições de 2006, o Ministério Público de Barbacena requereu instauração de inquérito policial por suposto crime previsto no artigo 299 do Código Eleitoral (compra de votos) e pediu busca e apreensão de material no comitê de campanha do deputado estadual Lafayette Andrada e deputado federal Bonifácio Andrada. Os autos foram remetidos ao STF, onde o inquérito foi arquivado, em 2013.

### Merenda Escolar
Lafayette Andrada era titular da Secretaria de Defesa Social de Minas Gerais durante a Operação da Polícia Federal denominada Laranja com Pequi, onde os envolvidos combinavam, previamente, os preços e condições para o fornecimento de alimentos para escolas de Montes Claros. Os fornecedores de merenda escolar para o município de Montes Claros investigados na operação da Polícia Federal também forneciam alimentação para alguns presídios mineiros. Todavia, não foi encontrada nenhuma irregularidade no fornecimento de alimentos aos presídios. As suspeitas começaram quando o valor gasto anualmente com a merenda escolar, em Montes Claros, passou de R$ 2 milhões para R$ 12 milhões. Apesar de o TJMG anular a operação, o STJ validou as provas obtidas pelo MP no caso.

### Sociedade de Ensino
No ano de 2004, quando Lafayette era vereador em Juiz de Fora, a pedagoga Diva Batista de Moura e Silva, à época sócia de Lafayette Andrada, na empresa Educare (atualmente extinta), moveu processo contra ele acusando-o de supostas irregularidades na empresa. A justiça determinou auditoria contábil que concluiu não haver irregularidades, absolvendo-o em primeira instância. Em grau de recurso, o TJMG (Tribunal de Justiça de Minas Gerais), por unanimidade, na 12ª Câmara Cível. Também absolveu Lafayette Andrada, ficando comprovado que a denúncia não tinha procedência.

### Estatísticas sobre crimes violentos
Lafayette Andrada era Secretário de Defesa Social (Seds) no período que houve uma denúncia de alterações de dados sobre crimes violentos no estado durante a gestão tucana, segundo notícia do jornal Hoje em Dia e do deputado estadual Durval Ângelo Andrade (PT). As estatísticas da Seds desmentiram qualquer possibilidade de orientação do governo de mascarar informações: a taxa de homicídios, tentativas de homicídios, estupros, roubos e roubos a mão armada aumentou 10,80% em 2011, em comparação a 2010. O site da Secretaria informou que, em 2010, na região metropolitana de BH, foram registrados 47 assassinatos, contra 82 em 2011 - o que representa um crescimento de 74% - e em Sabará houve registro de 45 homicídios em 2010, contra 73 em 2011, em aumento de 62%.

### Eleições em 2016
Como candidato a prefeito de Juiz de Fora, foi multado em cinco mil reais pela Justiça Eleitoral, que acatou a representação do Ministério Público por propaganda antecipada. Ele foi denunciado por colocar uma faixa em um endereço no Morro da Glória. Em grau de recurso, o Tribunal Superior Eleitoral julgou improcedente a representação e afastou a multa. “O deputado Lafayette Andrada ganhou no TSE o direito de não sofrer qualquer punição pecuniária (REspe 38-07.2016.6.13.0349/MG). O TSE considerou que já tem jurisprudência na Corte estabelecendo que esse tipo de ação não pode ser tipificado como propaganda eleitoral extemporânea, assim, deu ganho de causa ao parlamentar”.

CASO ANDRÉ DO RAP
Em 2019, o ex Ministro da Justiça e Segurança Pública (Sérgio Moro), enviou ao Congresso diversas propostas de endurecimento da legislação penal brasileira, que ficou conhecida como "pacote anticrime". Entretanto, o Congresso Nacional alterou diversos pontos das propostas do Ministro, sendo que, o deputado federal Lafayette de Andrada (Republicanos-MG), propôs nova redação ao artigo 316 no Código de Processo Penal:
```
→ 
Art. 316
. O juiz poderá, de ofício ou a pedido das partes, revogar a prisão preventiva se, no correr da investigação ou do processo, verificar a falta de motivo para que ela subsista, bem como novamente decretá-la, se sobrevierem razões que a justifiquem. 
[
8
]

→ 
Parágrafo único
. Decretada a prisão preventiva, deverá o órgão emissor da decisão revisar a necessidade de sua manutenção a cada 90 (noventa) dias, mediante decisão fundamentada, de ofício, sob pena de tornar a prisão ilegal. 
[
29
]
```

Aplicando de modo equivocado , segundo a maioria de 9 dos 11 membros do STF, este novo Instituto, em 10 de outubro de 2020, o Ministro do Supremo Tribunal Federal, Marco Aurélio Mello, determinou a soltura do traficante, conhecido com André do Rap (André Oliveira Macedo).
O Ministro Luiz Fux do Supremo Tribunal Federal, cassou a decisão do Ministro Marco Aurélio Mello, a pedido da Procuradoria Geral da República, entretanto o traficante já havia sido solto e possivelmente fugiu para outro país. Até o momento a força policial de São Paulo, gasta novamente recursos públicos visando prender novamente o traficante membro do Primeiro Comando da Capital, que ficou foragido da Justiça por seis anos e já possui duas condenações em segunda instância de jurisdição. Além disso, o traficante informou à Justiça dois endereços aonde seria possível encontrá-lo, mas ao sair da prisão seguiu em direção à Maringá - PR, de avião.
O deputado Lafayette Andrada, assim como a maioria do STF, repudiou   a interpretação dada ao dispositivo por Marco Aurélio. Disse Lafayette que o uso da norma para justificar a liberdade do traficante é um erro. “Não é correto afirmar que o artigo 316 foi a causa da soltura de um criminoso como André do Rap. O citado artigo apenas explicita que prisão preventiva não é condenação e que, por isso, deve ser reavaliada a cada 90 dias. Todavia, entre os fundamentos que justificam a manutenção da prisão preventiva está a periculosidade do agente".
Em entrevista a O Antagonista, o deputado federal Lafayette de Andrada (Republicanos-MG), autor da emenda do pacote anticrime usada pela defesa de André do Rap, disse que, se estivesse no lugar de Marco Aurélio, não teria soltado o traficante. 
“Eu determinaria ao juiz do caso na primeira instância a reavaliação da prisão preventiva […] A periculosidade do agente é um fundamento para manter a prisão preventiva. Eu não teria soltado”, afirmou o deputado, que é advogado. "Lafayette diz que a emenda foi proposta para dar ao juiz do caso uma “ferramenta” para manter presa uma pessoa que, embora ainda não condenada, represente perigo. 
A respeito deste episódio o colunista Chico Alves do UOL, em comentário na sua coluna, em 12 de outubro de 2020, disse: Tem toda razão o legislador que colocou no código um adendo para impedir que a detenção de alguém dure indefinidamente, mesmo com a condenação não transitada em julgado. Desde que manejado com o devido cuidado, esse dispositivo é indispensável"...